# Rizvan Umarov
Rizvan Umarov (ros. Ризван Сарутдинович Умаров, Rizwan Sarutdinowicz Umarow; ur. 5 kwietnia 1993 w Stawropolu) – azerski piłkarz występujący na pozycji napastnika w rosyjskim klubie Rotor Wołgograd. W reprezentacji Azerbejdżanu zadebiutował w 2012 roku. Posiada także obywatelstwo rosyjskie.